# Ermengarde van Anjou (1018-1076)
Ermengarde van Anjou, ook Blanche genoemd, (circa 1018 - Fleurey-sur-Ouche, 18 maart 1076) was van 1035 tot 1042/1045 gravin van Gâtinais en van 1048 tot aan haar dood hertogin van Bourgondië. Ze behoorde tot het huis Anjou.

## Levensloop
Ermengarde was de dochter van graaf Fulco III van Anjou uit diens tweede huwelijk met ene Hildegard.
Rond 1035 huwde ze met haar eerste echtgenoot, graaf Godfried II van Gâtinais (overleden in 1042/1045). Uit hun huwelijk werden zeker drie kinderen geboren:
- Godfried III (1040-1097), graaf van Gâtinais en Anjou
- Fulco IV (1043-1109), graaf van Gâtinais en Anjou
- Hildegard, huwde met heer Jocelin I van Courtenay

Nadat Ermengarde weduwe was geworden, hertrouwde ze in 1048 met hertog Robert I van Bourgondië (1011-1076). Ze kregen een dochter:
- Hildegarde (1050-1104/1120), huwde in 1069 met hertog Willem VIII van Aquitanië

Na de kinderloze dood van haar broer Godfried II erfden haar zonen in 1060 het graafschap Anjou, terwijl de nakomelingen van haar zus Adela in het bezit kwamen van het graafschap Vendôme. Op 18 maart 1076 werd Ermengarde samen met haar echtgenoot Robert I vermoord in de kerk van Saint-Fleurey-sur-Ouche. Beiden werden bijgezet in de Abdij van Saint-Seine.